# William William-Olsson
William Frits William-Olsson, ursprungligen Olsson, född 27 november 1902 i Hedvig Eleonora församling i Stockholm, död 21 februari 1990 i Bromma, var en svensk geograf och professor i ekonomisk geografi. 

## Karriär
William-Olsson avlade studentexamen på Lundsberg 1921, filosofisk ämbetsexamen Uppsala 1927, blev filosofie licentiat Stockholm 1934, filosofie doktor 1937, docent i geografi vid Handelshögskolan i Stockholm 1937 samt professor i ekonomisk geografi där från 1946 till 1969.
William-Olssons stadsgeografiska arbeten, avhandlingen Huvuddragen av Stockholms geografiska utveckling 1850–1930 (1937) och Stockholms framtida utveckling (1941), blev mönsterbildande för fortsatt stadsbyggande, bland annat för att de beskrev hur olika typer av verksamheter lokaliserar sig inom en storstad.

## Familj
William-Olsson var son till affärsmannen och grundaren av Lundsbergs skola, William Olsson och Maria Bergman. Han var bror till arkitekten Tage William-Olsson och farfar till författaren Magnus William-Olsson. Han var gift med Ulla, född Nordenfelt. De hade fyra barn, Lennart (född 1930), hjärtkirurgen Göran William-Olsson (1932-1993), Eva (född 1938) och Karin (1943-2004).
Han ligger begraven på Skogsö kyrkogård i Saltsjöbaden.

## Böcker av William William-Olsson
- Stockholms struktur och utveckling; stadsbygdens differentiering. Göteborg. 1937. Libris 11230773
- Stockholms framtida utveckling, Monografier utgivna av Stockholms stad. Stockholm: Liber Förlag. 1984 [1941]. Libris 7261944. ISBN 91-38-08288-8. http://www.stockholmia.stockholm.se/media/pdf/1_william_olsson.pdf